# Flip-flop

Multivibrador biestável (R1, R2 = 1 kΩ, R3, R4 = 10 kΩ).

Em eletrônica e circuitos digitais, um flip-flop, multivibrador biestável, ou simplesmente biestável, é um circuito digital que pulsado é capaz de servir como uma memória de um bit. Um flip-flop tipicamente inclui zero, um ou dois sinais de entrada, um sinal de relógio, e um sinal de saída, apesar de muitos flip-flops comerciais proverem adicionalmente o complemento do sinal de saída. Alguns flip-flops também incluem um sinal da entrada clear, que limpa a saída atual. Como os flip-flops são implementados na forma de circuitos integrados, eles também necessitam de conexões de alimentação. A pulsação ou mudança no sinal de relógio faz com que o flip-flop mude ou retenha seu sinal de saída, baseado nos valores dos sinais de entrada e na equação característica do flip-flop.
De forma simplificada a representar de um circuito flip-flop como um bloco obtendo 2 saídas: Q1 e Q2, entrada para as variáveis e uma entrada de controle (Clock). A saída Q1 será a principal do bloco. Este sistema é composto por basicamente dois estados de saída. Podendo assumir um destes estados sendo necessário que haja uma combinação das variáveis e do pulso de controle (Clock). Alternando seu valor por pulsos de clock, permanece neste estado até a chegada de um novo pulso de clock e, então, de acordo com as variáveis de entrada, alternará ou não de estado anterior.
Quatro tipos de flip-flops possuem 8 aplicações comuns em sistemas de clock não-sequencial: flip-flop T ("toggle"), flip-flop S-R ("set-reset"), flip-flop J-K e o flip-flop D ("data").O comportamento de um flip-flop é descrito por sua equação característica, que prevê a "próxima" (após o próximo pulso de clock) saída, {\displaystyle Q_{next}}, em termos dos sinais de entrada e/ou da saída atual, {\displaystyle Q}.
O primeiro flip-flop eletrônico foi inventado em 1919 por William Eccles e Frank Wilfred Jordan. Ele foi inicialmente chamado de circuito de disparo Eccles-Jordan. O nome flip-flop posterior descreve o som que é produzido em um alto-falante conectado a uma saída de um amplificador durante o processo de chaveamento do circuito.

## Tipos deflip-flops

### Flip-flopTipo T
Se T estiver em estado alto, o flip-flop T (toggle) muda o estado sempre que a entrada de clock sofrer uma modificação. Se a entrada T for baixa, o flip-flop mantém o valor do seu estado. Seu comportamento é descrito pela seguinte equação característica:

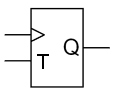
O símbolo do flip-flop T, onde > é a entrada de clock, T é a entrada de toggle e Q é informação de saída armazenada.

{\displaystyle Q_{next}=T\oplus Q=T{\overline {Q}}+{\overline {T}}Q}   (expandindo o operador XOR)
e pela tabela verdade:
| T | Q | Q* |
| 0 | 0 | 0  |
| 1 | 1 | 0  |
| 0 | 1 | 1  |
| 1 | 0 | 1  |

Q* → Estado seguinte do Q

### Flip-flopSR Síncrono

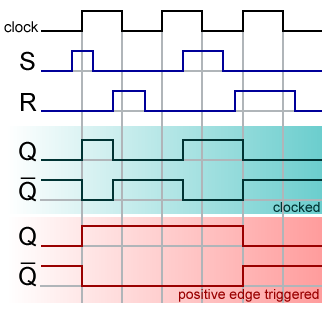
Diagrama de tempos de um flip-flop SR

Um flip-flop S-R Sincrono depende da habilitação de suas entradas por um sinal de clock para que essas possam alterar o estado dele. Este sinal pode operar de duas formas: mantendo as entradas ativas durante todo o período do pulso ou apenas no instante da mudança de estado do sinal de clock. Essas duas formas de operação podem ser denominadas como modo clock e modo trigger, respectivamente.
O flip-flop "set/reset" ativa (set, muda sua saída para o nível lógico 1, ou retém se este já estiver em 1) se a entrada S ("set") estiver em 1 e a entrada R ("reset") estiver em 0 quando o clock for mudado. O flip-flop desativa (reset, muda sua saída para o nível lógico 0, ou a mantém se esta já estiver em 0) se a entrada R ("reset") estiver em 1 e a entrada S ("set") estiver em 0 quando o clock estiver habilitado. Se ambas as entradas estiverem em 0 quando o clock for mudado, a saída não se modifica. Se, entretanto, ambas as entradas estiverem em 1 quando o clock estiver habilitado, nenhum comportamento particular é garantido. Isto é comumente escrito na forma de uma tabela verdade:
| Q | Q* | S | R |
| 0 | 0  | 0 | X |
| 0 | 1  | 1 | 0 |
| 1 | 0  | 0 | 1 |
| 1 | 1  | X | 0 |

Q* → Estado seguinte do Q

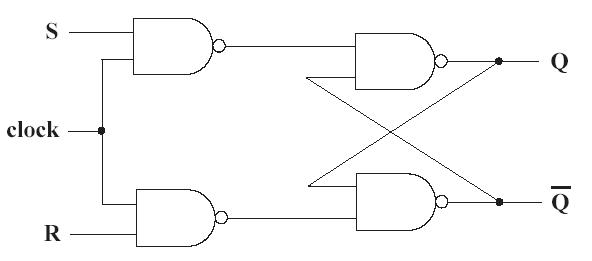
Estrutura de um Flip-Flop S-R

Exemplo com a tabela verdade mostrando o estado anterior:
| S | R | Qant | Qfim | Qfim* | Descrição        |
| 0 | 0 | 0    | 0    | 1     | Fixa Qfim = Qant |
| 0 | 0 | 1    | 1    | 0     | Fixa Qfim = Qant |
| 0 | 1 | 0    | 0    | 1     | Fixa Qfim = 0    |
| 0 | 1 | 1    | 0    | 1     | Fixa Qfim = 0    |
| 1 | 0 | 0    | 1    | 0     | Fixa Qfim = 1    |
| 1 | 0 | 1    | 1    | 0     | Fixa Qfim = 1    |
| 1 | 1 | 0    | 1    | 1     | Não Permitido    |
| 1 | 1 | 1    | 1    | 1     | Não Permitido    |

Legenda: S (Set), R (Reset), Qant (Estado anterior da saída Q), Qfim (Estado em que a saída deve assumir "estado futuro" após a aplicação das entradas), Qfim* (Qfim Linha)

### Flip-flopJ-K

Diagrama de tempos do flip-flop J-K

O flip-flop J-K tem a prioridade de aprimorar o funcionamento circuito flip-flop R-S interpretando a condição S = R = 1 como um comando de inversão. Especificamente, a combinação J = 1, K = 0 é um comando para ativar (set) a saída do flip-flop; a combinação J = 0, K = 1 é um comando para desativar (reset) a saída do flip-flop alternando a condição inicial; e a combinação J = K = 1 é um comando para inverter o flip-flop, trocando o sinal de saída pelo seu atualizado. Fazendo J = K o flip-flop J-K se torna um flip-flop T(Toggle).

O símbolo do flip-flop J-K, onde > é a entrada de clock, J e K são as entradas de dados, Q é a saída de dados armazenada e Q' é o complemento de Q.

A equação característica do flip-flop J-K é:
{\displaystyle Q_{seguinte}=J{\overline {Q}}+{\overline {K}}Q}
e sua tabela verdade é:
| J | K | Qpróx     | Comentário           |
| 0 | 0 | Qanterior | mantém (hold)        |
| 0 | 1 | 0         | reestabelece (reset) |
| 1 | 0 | 1         | estabelece (set)     |
| 1 | 1 | Qanterior | alterna (Toggle)     |

Q* → Estado anterior do Q
O nome J-K é muitas vezes atribuída a Jack Kilby, o homem que inventou o circuito integrado, em 1958, pelo qual ele recebeu o prêmio Nobel em Física no ano 2000, embora a veracidade desta afirmação seja discutida. Jump-kill também é utilizado como analogia a set-reset.

### Flip-flopD (Data)
O flip-flop D ("Data" ou dado, pois armazena o bit de entrada) possui uma entrada, que é ligada diretamente à saída quando o clock é mudado. Independentemente do valor atual da saída, ele irá assumir o valor 1 se D = 1 quando o clock for mudado ou o valor 0 se D = 0 quando o clock for mudado. Este flip-flop pode ser interpretado como uma linha de atraso primitiva ou um hold de ordem zero, visto que a informação é colocada na saída um ciclo depois de ela ter chegado na entrada.

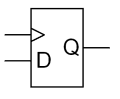
O símbolo esquemático de um flip-flop D, onde > é a entrada de clock, D é a entrada de dados e Q é a saída de dados.

A equação característica do flip-flop D é:
{\displaystyle Q_{seguinte}=D\,}
A sua tabela verdade é:
| D | Q | Q* |
| 0 | 0 | 0  |
| 0 | 1 | 0  |
| 1 | 0 | 1  |
| 1 | 1 | 1  |

Q* → Estado posterior do 
O flip-flop pode ser utilizado para armazenar um bit, ou um digito binário de informação. A informação armazenada em um conjunto de flip-flops pode representar o estado de um sequenciador, o valor de um contador, um caractere ASCII em uma memória de um computador ou qualquer outra parte de uma informação.
Um uso é a construção de máquinas de estado finito a partir da lógica eletrônica. O flip-flop lembra o estado anterior de máquina, e a lógica digital utiliza este estado para calcular o próximo estado.

### Flip-flopT (toggle)
O flip-flop "T" é útil para contagens. Sinais repetidos à entrada de clock farão com que o flip-flop mude seu estado a cada transição de nível alto-para-baixo da entrada de clock. Se sua entrada T for "1", a saída de um flip-flop pode ser ligada à entrada clock de um segundo flip-flop e assim por diante até a saída final do circuito, considerada com o conjunto de todas as saídas dos flip-flops individuais. A esta montagem formada, caracterizamos como uma contagem, em sistema binário, do número de ciclos da primeira entrada de clock, até um limite máximo de 2n-1, onde n é o número de flip-flops utilizados no circuito.
Um dos problemas com este tipo de contador (chamado de contador de ripple ou contador de pulsos) é que a saída é brevemente inválida conforme ocorre a mudança de pulso através da lógica. Existem duas soluções para este problema. A primeira é retirar uma amostra da saída apenas quando a mesma for válida. A segunda, mais utilizada, é montar um tipo diferente de contador, chamado de contador síncrono. Este utiliza uma lógica mais complexa para garantir que as saídas do contador mudem todas a um mesmo período de tempo.
Divisão de frequência: um conjunto de flip-flops "T" utilizados da maneira descrita acima irá funcionar de modo a dividir a frequência da entrada por 2n na saída do último flip-flop, aonde n é o número de flip-flops utilizados entre a entrada e a saída.
Os registradores podem ser utilizados para armazenar dados nos computadores. Um flip-flop "D" pode representar um dígito de um número binário. A unidade de controle do computador envia o sinal de clock no momento certo para poder capturar estes dados.
Pela família CMOS o flip-flop D é representado pelo integrado 4013 na série 4000 e pelos integrados versão HC da série 74XX.

## Temporização e metaestabilidade
Um flip-flop em combinação com um Schmitt Trigger pode ser utilizado para a implementação de um árbitro em circuitos assíncronos.
Os flip-flop com clock estão predispotos a um problema chamado de metaestabilidade, que ocorre quando um dado ou uma entrada de controle está mudando no momento do pulso de clock. O resultado é que a saída pode se comportar imprevisivelmente, levando muito tempo mais que o seu normal para se estabilizar no seu estado correto, ou mesmo oscilando uma série de vezes antes de se estabilizar. Gerando por exemplo a queima de um equipamento dentro de um sistema de um computador, isto pode levar a uma corrupção dos dados ou travamento.
Em muitos casos, a metaestabilidade nos flip-flops pode ser evitada garantindo-se que as entradas de dados e controle sejam mantidas constantes para períodos especificados antes e após o pulso de clock, este períodos são chamados de tempo de setup (tsu) e tempo de hold (th) respectivamente. Estes tempos são especificados na documentação (data sheet) do dispositivos, e são tipicamente entre alguns nanosegundos e algumas centenas de picossegundos nos dispositivos modernos.
Infelizmente, não é sempre possível atingir os critérios de setup e hold, pois o flip-flop pode estar conectado a um sinal em tempo real que pode mudar a qualquer momento, fora do controle do projetista. Neste caso, o melhor que se pode fazer e reduzir a probabilidade de erro a um certo nível, dependendo da fidelidade requerida do circuito. Uma técnica para reduzir a metaestabilidade é conectar-se dois ou mais flip-flops em uma corrente, de modo que a saída de um alimenta a entrada de dados do outro, e todos os dispositivos compartilham um clock comum. Com este método, a probabilidade de um evento metaestável pode ser reduzida a um valor desprezível, mas nunca a zero.
Existem flip-flop com metaestabilidade reduzida, os quais trabalham reduzindo os tempos de setup e hold o máximo possível, porém mesmo estes não podem eliminar o problema completamente. Isto ocorre porque a metaestabilidade é mais que uma consequência do projeto do circuito. Quando as transições no clock e nos dados estão em um intervalo de tempo próximo, o flip-flop é forçado a escolher qual dos eventos ocorrerá primeiro. Entretanto devido às altas velocidades de processamento, existe sempre a possibilidade de que os eventos da entrada estejam tão próximos que ele não possa detectar qual ocorreu primeiro. Desta forma é logicamente impossível construir um flip-flop totalmente livre de metaestabilidade.
Outro valor importante para um flip-flop é o atraso de clock-a-saída (clock-to-output delay, o símbolo comum é tCO) ou atraso de propagação (tP), que é o tempo que o flip-flop leva para mudar a sua saída após o sinal de clock. O tempo de uma transição de alto-para-baixo (high-to-low transition tPHL) é algumas vezes diferente do tempo de uma transição de baixo-para-alto (low-to-high transition tPLH).
Quando se conectam flip-flop em uma corrente, é importante se assegurar que o tCO do primeiro flip-flop é maior que o tempo de hold (hold time tH) do segundo flip-flop, caso contrário o segundo flip-flop não irá receber os dados confiavelmente. A relação entre tCO e tH é normalmente garantida se ambos os flip-flops são do mesmo tipo.

## Circuitos integrados deFlip-Flops
Podem ser encontrados circuitos integrados (CIs) com um ou dois flip-flops na mesma pastilha. Como exemplo, temos o 7476, internamente com dois Flip-Flops J-K Master-Slave, na série
7400 (TTL).